# Межа Еддінгтона
Межа Еддінгтона — величина потужності електромагнітного випромінювання, що виходить із надр зірки, при якій його тиску достатньо для компенсації ваги оболонок зірки, які оточують зону термоядерних реакцій, тобто зірка знаходиться в стані рівноваги: не стискується і не розширюється. При перевищенні межі Еддінгтона зірка починає випускати сильний зоряний вітер.
Критична (Еддінгтонівска) світність — максимальна світність зірки або іншого небесного тіла, яка формулюється умовою рівноваги гравітаційних сил і тиску випромінювання об'єкта.
Обидві величини названі на честь англійського астрофізика Артура Стенлі Еддінгтона.

## Критична світність в класичному (Еддінгтонівскому) наближенні
Критична світність визначається умовою рівноваги сили тяжіння {\displaystyle F_{g}} і тиску випромінювання {\displaystyle F_{r}}.
При віддаленні {\displaystyle r} від ізотропного джерела випромінювання і у випадку водневої плазми — найбільш типового випадку, оскільки водень становить більшу частину маси всесвіту — сила тяжіння {\displaystyle F_{g}}, що діє з боку випромінюючого тіла маси {\displaystyle M} на протон:
{\displaystyle F_{g}={\frac {GMm_{p}}{r^{2}}}}, де {\displaystyle m_{p}} — маса протона;
Потік випромінювання {\displaystyle I} на цій відстані:
{\displaystyle I={\frac {L}{4\pi r^{2}}}}, де {\displaystyle L} — світність джерела
Тоді сила {\displaystyle F_{r}}, діюча на електрон внаслідок Томсонівського розсіювання фотонів на електронах
{\displaystyle F_{r}={\frac {I\sigma _{T}}{c}}}, де {\displaystyle \sigma _{T}} — Томсонівський переріз розсіяння фотону на електроні:
{\displaystyle \sigma _{T}=\left({\frac {8\pi }{3}}\right)\left({\frac {e^{2}}{m_{e}c^{2}}}\right)^{2}}
Таким чином, виходячи з умови рівноваги {\displaystyle F_{g}=F_{r}}, критична світність
{\displaystyle L_{edd}={\frac {4\pi GMm_{p}c}{\sigma _{T}}}}
або, якщо виразити масу об'єкта в масах Сонця {\displaystyle M_{sol}},
{\displaystyle L_{edd}=10^{38}{\frac {M}{M_{sol}}}} ерг/с, тобто критична світність залежить тільки від маси об'єкта і механізмів взаємодії випромінювання з речовиною.

## Відхилення від критичної світності і надкритичнааккреція
Фактично умова рівноваги сили тяжіння {\displaystyle F_{g}} і тиску випромінювання {\displaystyle F_{r}} є умовою можливості акреції речовини на випромінюючий об'єкт.
Однак у разі істотної неізотропності акреції, наприклад, у випадку акреційних дисків таких компактних об'єктів, як чорні діри і нейтронні зірки, можливі ситуації, коли джерелом енергії є гравітаційна енергія акрецюючої речовини і темпи акреції настільки високі, що світність перевищує критичну. Для таких об'єктів характерно інтенсивне витікання речовини з акреційного диску, викликане тиском випромінювання, найбільш відомим з таких об'єктів є SS 433.

## Сучасні дослідження
В жовтні 2022 року, астрономи NASA були дуже здивовані рентгенівським пульсаром в галактиці галактиці Сигара (M82) M82 X-2, який відноситься до тих, що вчені називають надсвітловим джерелом рентгенівського випромінювання (англ. Ultraluminous X-ray sources, ULX), та який сяє приблизно в 10 мільйонів разів яскравіше, ніж Сонце. Вченим вдалося спостерігати таємничий небесний об'єкт, настільки яскравий, що, згідно з фізикою, він мав був вибухнути. NASA відстежує так звані ультраяскраві джерела рентгенівського випромінювання (ULX), неможливі об'єкти, які можуть бути в 10 мільйонів разів яскравішими за Сонце, щоб зрозуміти, як вони працюють. Теоретично ці об'єкти неможливі, оскільки вони порушують межу Еддінгтона. Нове дослідження вчених з даного питання було опубліковане в The Astrophysical Journal.